# Narodziny gwiazdy (film 1937)
Narodziny gwiazdy (ang. A Star Is Born)– amerykański film romantyczny z 1937 roku w reżyserii Williama A. Wellmana.

## Obsada
- Janet Gaynor – Esther Blodgett / Vicki Lester
- Fredric March – Norman Maine
- Adolphe Menjou – Oliver Niles
- May Robson – Babcia Lettie
- Andy Devine – Daniel „Danny” McGuire
- Lionel Stander – Matt Libby
- Owen Moore – Casey Burke
- Peggy Wood – Panna Phillips

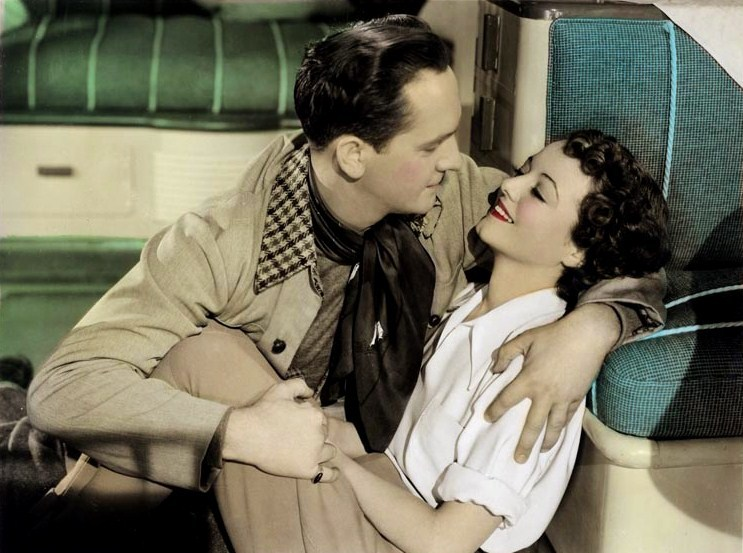
March i Gaynor w Narodzinach gwiazdy
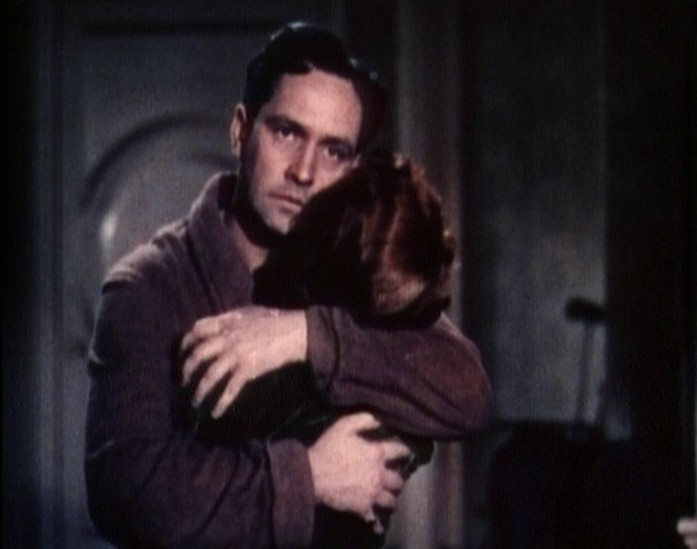
March w Narodzinach gwiazdy